# Edith Northman
Edith Northman (Dinamarca, 8 de octubre de 1893 – Salt Lake City, 1956) fue una de las primeras arquitectas del sur de California y la primera mujer registrada como arquitecta en Los Ángeles (Estados Unidos). Trabajó en una amplia gama de edificios en la región, desde residenciales hasta comerciales.

## Biografía
De padre danés y madre sueca, su familia se mudó a Noruega cuando ella tenía nueve años y permaneció allí durante sus época de bachillerato. Tiempo después, Northman se mudó a Copenhague para estudiar arte en el Studio School of Arts. La familia emigró a los Estados Unidos en 1914, y un par de años más tarde, Northman se mudó a Brigham City, Utah , donde trabajó como bibliotecaria. Se interesó por la arquitectura y en 1918 se mudó a Salt Lake City donde consiguió trabajo como dibujante de arquitectura para Eugene R. Wheelon.
Por razones de salud, Northman se mudó a Los Ángeles en 1920, donde encontró trabajo con el arquitecto Clarence J. Smale y llegó a ser su dibujante principal. Abrió su propio estudio en 1926, pero casi inmediatamente se inscribió en la Universidad del Sur de California para estudiar arquitectura, donde se graduó en 1930 y obtuvo la licencia estatal de arquitectura al año siguiente.

## Trayectoria
En una carrera que comenzó durante la Gran Depresión y duró un cuarto de siglo, Northman diseñó más de cien edificios de muy diferentes tipos: casas unifamiliares, viviendas multifamiliares y hoteles, una iglesia, una sinagoga, fábricas, gasolineras, y otros edificios comerciales. Diseñó viviendas en todo el sur de California, incluso en Beverly Hills, Parque Hancock, Wilshire Park, Los Feliz, Los Ángeles y Palm Springs. Estilísticamente, su trabajo es ecléctico con elementos de estilos tradicionales europeos (por ejemplo, en su Iglesia Luterana Danesa y en el Apartahotel Normandie Mar) y del modernismo minimalista tradicional americano fusionado con el streamline moderne.
Algunos de sus clientes estaban relacionados con la industria cinematográfica, entre ellos el actor Jean Hersholt. También fue asesora de la película Woman Chases Man, en la que la heroína es arquitecta. Uno de sus mayores contratos fue con la Unocal Corporation, para la que diseñó más de 50 gasolineras a lo largo de la Costa Oeste desde San Diego hasta Vancouver. La compañía obtuvo dos patentes para sus diseños de gasolineras en 1934. El Apartahotel Normandie Mar de Northman, de dos pisos, en Fresno, se inspiró en castillos franceses y cuenta con un techo muy inclinado, ventanas de múltiples paneles con montantes, y torretas decorativas y relieves de yeso. Es la única obra conocida de Northman en el Valle de San Joaquín.
Durante la Segunda Guerra Mundial, Northman trabajó en fortificaciones, hospitales, letrinas y otros proyectos relacionados con la construcción para el Cuerpo de Ingenieros del Ejército de los Estados Unidos. Después de la guerra, volvió a su práctica privada, especializándose en grandes edificios de apartamentos y hoteles en Los Ángeles y en Palm Springs. A principios de la década de 1950, a Northman le fue detectada la enfermedad de Parkinson y, al no poder sostener un lápiz, se vio obligada a retirarse. Murió en 1956 en Salt Lake City.
El columnista de Washington D. C. Jack Anderson era el sobrino de Northman.

## Listado parcial de edificios.
- Edificio de apartamentos Berger Winston, Los Ángeles (1937)[1]
- Iglesia Luterana Danesa, Los Ángeles (1937)
- Casa Insley, Los Ángeles (1940)
- Apartahotel Normandie Mar, Fresno (1939)
- Apartamentos Villa Sevilla, West Hollywood (1931)
- Apartamentos Laurel Manor, West Hollywood (1940)[3][5][6]

## Publicaciones
- "The Small Concrete House of Today". California Arts and Architecture, vols. 55–56, 1939.